# Martin Stürtzer
Martin Stürtzer, meglio noto come Phelios (9 ottobre 1983 ...), è un tastierista e compositore tedesco di musica dark ambient.

## Biografia
Il progetto Phelios venne avviato nel 2003.
Il primo album, Mountains of Madness, venne pubblicato nel 2004. Poco dopo Stürtzer sottoscrisse Phelios ad un contratto con l'etichetta Eternal Soul Records, col quale pubblicò il secondo album, Images and Spheres, nel 2006. Alla fine del 2008, poco dopo la pubblicazione del quarto album Dimension Zero, il contratto fu sciolto, ma Stürtzer sottoscrisse presto il suo progetto con un'altra etichetta, la Malignant Records; con essa Phelios ha pubblicato finora l'album Astral Unity (2010) e il live Sphäre Sechs - Tiefschlaf (2012).

### Collaborazioni con altri artisti
Dal 2007 Phelios talvolta collabora con alcuni importanti artisti europei ampiamente affermati nel genere dark ambient. 
 La sua prima collaborazione è stata con Christian Stritzel, con cui ha registrato e pubblicato due album live: Klang Ist Ewig (2007) e Sphäre Sechs - Tiefschlaf (2012). 
 Nel 2009 collaborò anche con Kammarheit (famoso progetto dello svedese Pär Boström) alla realizzazione dell'EP Of Dawn and of Ice, componendo due brani inediti.

## Discografia
- Mountains of Madness (2004)
- Images and Spheres (2006)
- Passage (2006)
- Dimension Zero (2008)
- Astral Unity (2010)

Con altri artisti
- Klang Ist Ewig (live, 2007) (con Christian Stritzel)
- Of Dawn and of Ice (EP, 2009) (con Kammarheit)
- Sphäre Sechs - Tiefschlaf (live, 2012) (con Christian Stritzel)